# Kongshæð
Kongshæð är en kulle i republiken Island. Den ligger i regionen Västfjordarna, 190 km nordväst om huvudstaden Reykjavík. Toppen på Kongshæð är 402 meter över havet, eller 182 meter över den omgivande terrängen. Bredden vid basen är 7,6 km.
Trakten runt Kongshæð är nära nog obefolkad, med mindre än två invånare per kvadratkilometer. Närmaste större samhälle är Patreksfjörður, omkring 11 kilometer öster om Kongshæð. Trakten runt Kongshæð består i huvudsak av gräsmarker.